# リンダ・カトリン・スミス
リンダ・カトリン・スミス（Linda Catlin Smith、1957年4月27日 -）は、ニューヨーク生まれのカナダの作曲家で、オンタリオ州トロントを拠点としている。2005年に彼女は、現代室内楽ジュール・レジェ賞を女性として2人目に受賞した。

## 経歴
リンダ・カトリン・スミスは1957年4月27日、ニューヨーク州ホワイト・プレインズに生まれた。マンハッタンで育ち、最初の音楽の手ほどきは、ピアノ教師だった母親から受けた。スミスは作曲と理論をニューヨークでアレン・ショーンに師事し、1975年から1977年にかけてニューヨーク州立大学ストーニーブルック校で、ピアノをヌリット・ティルスとギルバート・カリッシュに師事した。その後カナダのブリティッシュコロンビア州にあるビクトリア大学で、作曲をルドルフ・コモロウス、マーティン・バートレット、ジョン・セローナ、マイケル・ロングトン、キャスリーン・ソロス、近藤譲に師事し、またチェンバロをエーリヒ・シュヴァントに師事した。そして1986年から翌年にかけ、米国ニューヨーク州バッファローでモートン・フェルドマンの講義に招待され参加した。
カナダのコンテストで作曲賞をいくつか受賞しただけでなく、1988年に彼女はカナダ芸術評議会からダルムシュタット夏季現代音楽講習会に参加する助成金を得るとともに、同年評議会からの委嘱で、バロック室内楽のための『ヴェルサイユ』を作曲した。彼女は1981年にトロントに移り、1982年から1985年までマーサーユニオンギャラリーでコンサートシリーズをプロデュースした。また1988年から1993年まで、トロントの主要な現代音楽アンサンブルの一つであるアレイミュージックの芸術監督に就任した。そのほかカナダのいくつかの芸術財団から助成を受けている。彼女はパーフォーマンス集団URGEのメンバーだった。カナダの多くの大学で講義し、プライベートでもまたウィルフリッド・ローリエ大学でも作曲を教えた。教える時間以外は作曲に専念した。

## 作風
スミスの作風には、透明性やバロック音楽風オーケストレーション、印象派の音色の影響がみられる。さらに、楽器を点描画のように用いたり音量を抑えたりするのは、ウェーベルンの影響にも思える。しかし彼女の音楽はセリエル音楽でもミニマル・ミュージックでもない。
ハーモニーと語り口の曖昧さが魅力的な彼女の作品には、マルグリット・デュラス、コーマック・マッカーシー、サイ・トゥオンブリー、ジョルジョ・モランディ、マーク・ロスコ、アグネス・マーティン、ジョゼフ・コーネルなどたくさんの作家や画家に対する彼女の感謝が込められている。

## 作品
リンダ・カトリン・スミスの作品には、管弦楽、室内楽、器楽ソロ、声楽が多数ある。
『そっと Zart』（1989年）はリンダ・カトリン・スミスがトロントのミュージック・ギャラリーの委嘱でピアニストのアンソニー・デ・マレのために書いた作品である。初演は1989年4月8日。ピアニストのルイーゼ・ベセットの演奏が録音されている。

### 日本での作品演奏
2019年3月3日、東京オペラシティ・リサイタルホールにて開催された第28回井上郷子ピアノリサイタルは、「リンダ・カトリン・スミス ピアノ作品集」と銘打たれ、『そっと』を始めとするスミスのピアノ作品が演奏された。6曲のうち4曲は日本初演で、『白いレース』（2018年）は井上郷子の委嘱作品、世界初演であった。
2020年7月、浜離宮朝日ホールにて、高橋悠治がピアノ曲『ノクターンとコラール』（2013年）を収録しCDを出している。
2023年3月5日、東京オペラシティ・リサイタルホールにて開催された第32回井上郷子ピアノリサイタルにおいて、『白いレース』が再演され、新たな委嘱作品『潮だまり』（2022年）が世界初演された。

## 評価
2019年、イギリスのガーディアン誌は、スミスのピアノ五重奏曲（2014年）が2000年以降の芸術音楽で22番目の偉大な作品だとランク付けた。ケイト・モレソンは次のように書いている。「カトリン・スミスの音楽はゆっくりとして静かだが、それはまた豊穣である。どんなミニマリストよりも彼女は、クープラン、ドビュッシー、そして画家アグネス・マーティンからヒントをもらっている。その結果は散在し、飾り気がなく、そして官能的である。静寂は決して軟弱を意味しない」。